# Jacob Frank
Pour les personnes ayant le même patronyme, voir Frank.
Jacob Joseph Frank, quelquefois orthographié Jakób Frank (hébreu : יעקב פרנק, polonais : Jakub Józef Frank, né Jakub Lejbowicz en 1726 à Korołówka (en), mort le 10 décembre 1791 à Offenbach-sur-Main, était un prétendant juif à la messianité à la suite de Sabbataï Tsevi.
Ses disciples firent sécession avec le judaïsme, et créèrent un mouvement religieux avec quelques emprunts de façade au christianisme : le frankisme.
Le développement du frankisme fut permis et facilité, d'une part, par les mouvements messianiques qui secouèrent le judaïsme après Sabbataï Tsevi, et, d'autre part, par les changements qui affectèrent les conditions socio-économiques du judaïsme polonais.

## Biographie

### Contexte historique

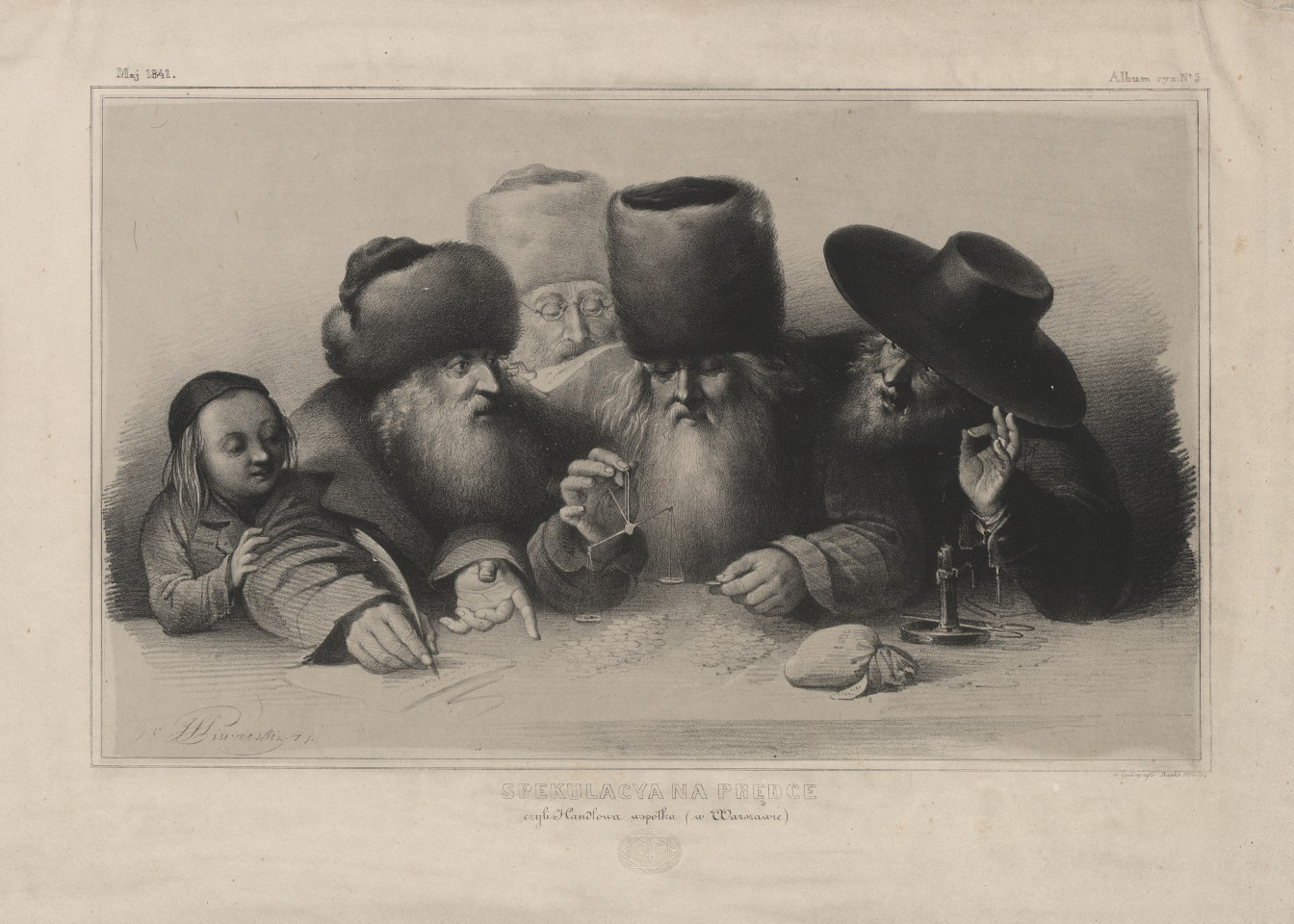
Juifs de Pologne occupés à la comptabilité, coiffés de schtreimels, spodiks et kolpiks.

Parmi les précurseurs mystiques se trouve Sabbataï Tsevi qui se proclama Messie en 1648, à l'âge de 22 ans. Egalement, les pogroms commis par les troupes cosaques de Bohdan Khmelnytsky pendant le soulèvement contre la noblesse polonaise de Podolie la même année et qui voient l'extermination de dizaines de milliers de juifs, constituent un contexte socio-politique déterminant. 
Le culte mystique des sabbatéens d'Europe de l'Est était un mélange d'ascétisme et de sensualité. Certains faisaient pénitence pour leurs péchés, pratiquaient parfois l'auto-mutilation, et portaient le « deuil de Sion » (toutefois, le terme d'« endeuillés de Sion » qu'on retrouve notamment dans la liturgie de Tisha BeAv fait référence à tous les Juifs). Mais d'autres faisaient volontairement entorse aux strictes règles de « pureté familiale » caractéristiques du judaïsme, et s'engageaient dans des voies qualifiées de « licencieuses ».
Les mesures prises par les rabbins pour lutter contre l'« hérésie » lors d'un concile à Lwów en 1722, ne portèrent que partiellement leurs fruits et certains adeptes choisirent la clandestinité plutôt que la réintégration dans le giron du judaïsme traditionnel. Le père de Jacob Lejbowicz présidait un tel cercle en Podolie[réf. nécessaire] qui, avec la Galicie, fut un terreau fertile pour le sabbatéisme clandestin.

### Conditions socio-économiques
L'épanouissement du mysticisme se produisit, comme souvent, dans le contexte du déclin de la Pologne, dont le marasme socio-économique favorisait les haïdamaks ou haïdouks, bandits, preneurs d'otages et pilleurs de caravanes marchandes dont la présence croissante toucha et fit péricliter beaucoup de centres de peuplement juifs notamment en Podolie et Galicie au cours de la première moitié du XVIIIe siècle.

## Jacob Frank avant le frankisme
Jacob Lejbowicz naît en 1726 à Korołówka (en) en Podolie. Son père émigra vers Cernăuți (Moldavie) en 1730, où l'influence des sabbatéens moldaves était beaucoup plus forte, même si le judaïsme orthodoxe y était également présent. Son fils manifesta donc une aversion pour tout ce qui tournait autour du Talmud.
Devenu moldave, Jacob Lejbowicz pouvait désormais commercer librement dans l'Empire ottoman, suzerain de la Moldavie, en tant que marchand d'habits et de pierres précieuses. Là, il fut surnommé Frânc ou « Frank », nom générique donné aux Occidentaux par les Moldaves, les Valaques, les Grecs et les Turcs. 
Dans l'Empire ottoman, Jacob Frank découvrit le « sabbatéisme » turc, notamment à Izmir et Salonique. Vers le début de la seconde moitié du XVIIIe siècle, devenu intime avec les dirigeants du culte sabbatéen, il adopta leur rituel mâtiné d'islam. Deux sabbatéens (ou Dönme : les « retournés » en turc), fidèles d'Osman Baba, furent les témoins de son mariage en 1752. En 1755, il revenait en Podolie, rassemblait un groupe de disciples, et commençait à prêcher les révélations que lui communiquaient les fidèles du « messie de Salonique ». Dans les réunions secrètes des sabbatéens et dans celles dirigées par Frank, on pratiquait des rites sexuels allant à l'encontre des conceptions éthico-religieuses du judaïsme orthodoxe. L'un de ces rassemblements à Lanckorona en Pologne se terminant par un scandale, l'attention des rabbins fut attirée par cette nouvelle propagande. Frank étant désormais étranger, il fut prié de quitter la Pologne, tandis que ses disciples étaient déférés devant les tribunaux rabbiniques locaux.

## Les anti-talmudistes
Au terme de ces auditions, les rabbins de Brody proclamèrent un puissant herem (excommunication) envers tout hérétique impénitent, en rendant obligatoire pour tout juif pieux de les débusquer et les exposer.
Les sectaires en question se rendirent auprès de Mikołaj Dembowski, évêque de Kamieniec-Podolski, dont ils s'assurèrent la protection en lui racontant que la secte juive à laquelle ils appartenaient rejetait le Talmud et ne reconnaissait que le Zohar comme autorité, celui-ci admettant, disaient-ils, la vérité de la doctrine chrétienne de la Trinité. Le Messie-Libérateur qu'ils attendaient étaient, assuraient-ils, l'un des trois membres de la divinité, mais ils ne précisèrent pas que ce Messie était Sabbataï Tsevi. L'évêque prit sous son aile les « anti-talmudistes » ou « zoharistes », comme ils commençaient à se dénommer, et arrangea même plusieurs disputations entre ceux-ci et les autorités rabbiniques. À Kamieniec-Podolski (20 juin 1757) puis à Lwów (17 juillet 1759), les zoharistes, avec à leur tête Leib Krysa de Nadworna, le rabbin Nahman ben Samuel Lévi, de Busk et Elisha Schorr de Rohatyn, l'emportèrent sur 40 rabbins et sages menés par le grand-rabbin de Lwów, le rabbin Chaim Rappaport, et furent déclarés vainqueurs par l'évêque. Les « talmudistes » furent condamnés à payer une amende à leurs opposants, et à brûler tous les exemplaires du Talmud dans l'évêché de Podolie.
Mais à la mort de Dembowski survenue peu après, les anti-talmudistes furent sujet à de nouvelles persécutions de la part des rabbins. Ils parvinrent cependant à obtenir d'Auguste III de Pologne (1733-1763) un édit garantissant leur sécurité.

## Auto-proclamation comme successeur de Sabbataï Tsevi
C'est à ce moment que Jacob Frank réapparut en Podolie avec un nouveau projet : il déclara être le successeur direct de Sabbataï Tsevi et Osman Baba, assurant à ses adhérents qu'il en avait reçu l'ordre du Ciel. Ces révélations prescrivaient également à Frank et ses disciples de se convertir au christianisme, qui devait être une transition visible vers une future « religion messianique ». En 1759, les négociations en vue d'une conversion en masse au catholicisme furent menées avec les plus hauts représentants de l'Église polonaise, ainsi qu'avec des représentants de l'Église protestante; dans le même temps, les frankistes essayaient d'obtenir une nouvelle discussion avec les rabbins.

## Baptême des frankistes
Les rabbins attaquèrent durement leurs opposants. Après la controverse, les frankistes furent priés de donner une preuve tangible de leur attachement au christianisme ; Jacob Frank, qui était arrivé à Lwów, encouragea ses fidèles à faire le pas décisif.
Le baptême des frankistes fut célébré dans l'église de Lwów, des membres de la noblesse polonaise jouant le rôle de parrains de baptême. Les néophytes prirent le plus souvent les noms de leurs parrains et marraines, et finirent par être anoblis. Rien qu'à Lwów, entre 1759 et 1760, 514 frankistes devinrent chrétiens, hommes et femmes, menés par Leib Krysa (devenu Dominik Antoni Krysiński) et Shlomo Schorr (baptisé sous le nom de Franciszek Łukasz Wołowski).
À Varsovie vers 1780, leur nombre était estimé à environ 6 000 personnes et dix ans plus tard dans toute la Pologne à 24 000 personnes.
Frank lui-même fut baptisé le 17 septembre 1759 à Lwów, et confirmé le 18 novembre à Varsovie, son parrain n'étant autre qu'Auguste III. Le nom de baptême de Frank était Józef.
Mais les frankistes continuaient à se marier entre eux, et appelaient Frank saint maître ; il fut aussi découvert qu'en Turquie, Frank se faisait passer pour un musulman. 
Il fut donc arrêté à Varsovie le 6 février 1760 et comparut devant le tribunal ecclésiastique pour fausse conversion au catholicisme et dissémination d'une hérésie subversive. Frank fut reconnu coupable, et emprisonné dans le monastère de la forteresse de Częstochowa, au départ sans pouvoir communiquer avec ses fidèles, mais il restaura rapidement une pleine et entière vie commune avec ses fidèles.

## Fin de sa vie
L'emprisonnement de Frank, qui dura 13 ans, lui donna une réputation de martyr.
Beaucoup de frankistes s'établirent près de Częstochowa, et restaient en contact avec le saint maître, trouvant souvent accès à la forteresse. Frank leur donnait des discours et épîtres mystiques, où il insistait sur le fait que le salut ne pouvait advenir que dans la religion d'Édom, par laquelle il entendait une étonnante composition de christianisme et de sabbatéisme.

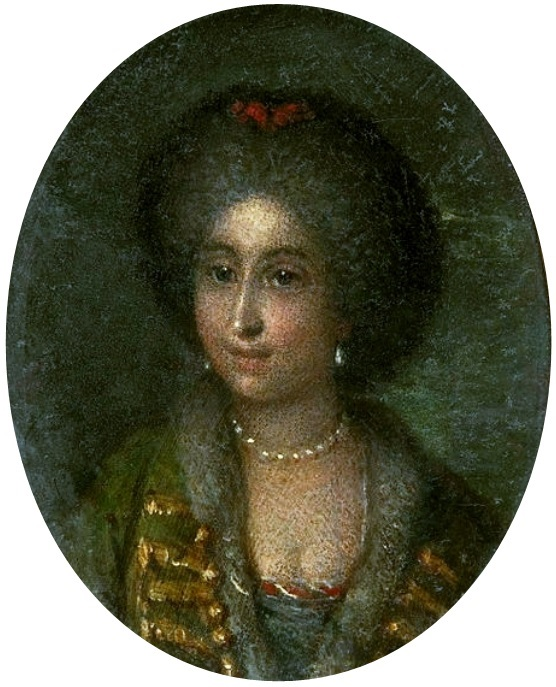
Ewa Frank, 1775.

Après le premier partage de la Pologne, Frank fut relâché en août 1772 par le général russe Bibikov, qui avait occupé Częstochowa. Jusqu'en 1786, Frank vécut dans la ville morave de Brünn, et s'entoura d'un grand nombre de disciples et de pèlerins en provenance de Pologne. La motivation de certains n'était pas tant Jacob Frank que sa fille, Ewa (1754-1816), qui joua alors un important rôle dans le culte. Dans sa cour de Brünn, il entretenait une armée de 600 personnes, dont une partie provenant des Cosaques juifs du prince Grigori Potemkine. Il reçut même la visite du futur tsar Paul Ier de Russie.
Accompagné de sa fille, Frank se rendit à plusieurs reprises à Vienne, et parvint à s'attirer les faveurs de la cour. Marie-Thérèse voyait en lui un propagateur du christianisme parmi les Juifs, et Joseph II lui-même aurait manifesté une inclination envers Ewa Frank.
Néanmoins, il fut prié de quitter l'Autriche après une dénonciation des activités subversives de sa secte. Il se rendit alors à Offenbach, petite ville allemande, avec sa fille et sa suite de 1 000 personnes, et y vécut comme un roi en exil, grâce aux dons importants de ses adhérents de Pologne et Moravie.

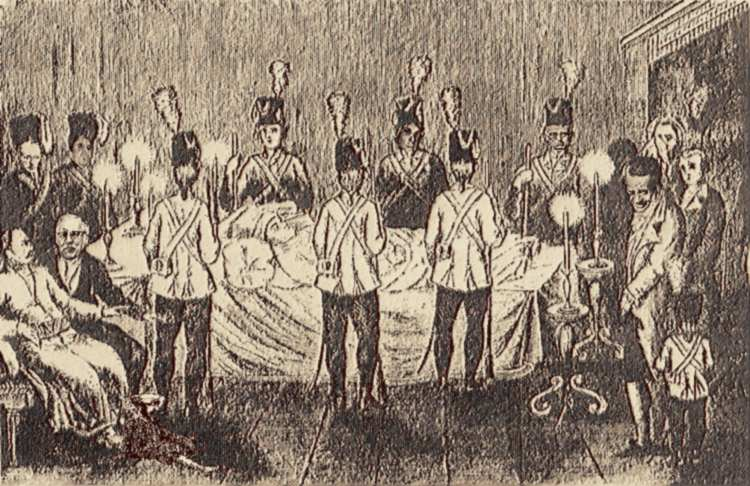
Jacob Frank sur son lit de mort, veillé par des soldats et des fidèles.

À sa mort (1791), sa fille Ewa devint la « sainte maîtresse » et dirigeante du culte. Bien que les pèlerinages des adhérents et leurs dons diminuèrent, Ewa continua à mener grand train, et elle reçut la visite du tsar Alexandre Ier en novembre 1813. Elle mourut en 1816, avec ses seules dettes pour couvertures.
Des frankistes tinrent un rôle dans la Révolution française, comme Moïse Dobrouchka, qui devint jacobin sous le nom de Junius Frey. Beaucoup de frankistes virent un Messie potentiel en Napoléon Bonaparte,.
Les frankistes éparpillés en Pologne et en Bohême ne prouvèrent pas, par la suite, être de véritables catholiques, car les mariages endogames se continuèrent quelque temps, et les rites frankistes furent menés en secret. La version officielle, jusqu'aux travaux d'Abraham G. Duker publiés en 1963, déclara que la secte disparut vers 1850 soit par retour au judaïsme orthodoxe, soit par assimilation à la société chrétienne.
L'historien Alexander Kraushar a retracé la vie de Jacob Frank et du mouvement des frankistes polonais par l'intermédiaire d'une chronique frankiste qu'il a eue en sa possession,

### Littérature
- Olga Tokarczuk, Les Livres de Jakób (Ksiegi Jakóbowe, 2014), traduction en français 2018